# Strahan
Strahan (pronunciado / Strawn /) es una ciudad situada en la isla de Tasmania, Australia, y que cuenta con cerca de 1.700 habitantes. Está al lado de la costa oeste de la isla, cerca de Queenstown. Además, es Área de Gobierno Local.
Su economía se basa en la pesca, que se efectúa desde que se fundó la ciudad. Su puerto es uno de los más importantes de la isla, además de ser el mejor lugar para fondear un barco si se viaja a Tasmania. Antes de la fundación de la ciudad en 1946, el lugar se conocía por tener un astillero, por lo que Burnie se convirtió en una de las potencias navales de Tasmania, por detrás de Devonport, pero no se botaron tantos barcos como su rival. Los astilleros se cerraron diez años después de ser construidos; en 1973.
Para acceder a Strahan se puede llegar en barco, con un trayecto desde cualquier ciudad de Australia o de Tasmania; o bien en avión, ya que hay aeropuertos cercanos a la ciudad. Otro transporte rentable es el autobús, donde hay muchos itinerarios que conectan a la ciudad con toda la isla. La amplia red de metro de Tasmania también permite ir de Strahan a Hobart en pocas horas.
Strahan es la sede del Strahan FC, que juega en la liga de la isla de Tasmania. Otro deporte muy practicado en la localidad es el rugby, el fútbol australiano y la natación. Además, en Strahan se encuentra la sede del equipo de vela de Tasmania, ya que además de su puerto recreativo, es un buen lugar para navegar.